# Ямкин, Сергей Миронович
Сергей Миронович Ямкин (род. 7 декабря 1968) — российский политический и общественный деятель. Председатель Законодательного Собрания Ямало-Ненецкого автономного округа.

## Биография
В 1997 году был назначен Главой Аксарковского сельского округа. В 2001 году продолжил путь руководителя, получив назначение на должность заместителя Главы Приуральского района. Координировал вопросы агропромышленного комплекса, социальной и национальной политики. В 2005 году был избран Главой муниципального образования Приуральский район, председателем Районной Думы. Занимал пост до 2011 года. В 2011 году избран в Законодательное Собрание Ямало-Ненецкого автономного округа по списку партии «Единая Россия».
Трудовую деятельность начал после службы в армии с замещения должности заведующего организационным отделом районного комитета, затем был избран первым секретарём райкома ВЛКСМ Приуральского района.
После окончания Ханты-Мансийского техникума работал в торгово-заготовительных предприятиях района и автономного округа.
Является членом Совета Законодателей РФ при ФС РФ, членом Совета Законодателей УрФО, членом Совета Законодателей Тюменской области, Ханты-Мансийского автономного округа — Югры и Ямало-Ненецкого автономного округа. Входит в состав Совета законодателей по аграрно-продовольственной политике, природопользованию и экологии, Совета по Арктике и Антарктике при Совете Федерации Федерального Собрания Российской Федерации, а также в состав Совета по межнациональным отношениям и взаимодействию с религиозными объединениями при Совете Федерации Федерального Собрания РФ и в состав российской делегации в Конгрессе местных и региональных властей Совета Европы (КМРВСЕ) до 2020 года.
Является членом президиума Регионального Политического Совета партии «Единая Россия», региональным координатором федерального партийного проекта «Народный контроль».

## Награды
- Медаль ордена «За заслуги перед Отечеством» I степени (3 октября 2023) — за активную законотворческую деятельность и многолетнюю добросовестную работу[1]
- Медаль ордена «За заслуги перед Отечеством» II степени (23 марта 2015) — за активную законотворческую деятельность и многолетнюю добросовестную работу[2]
- Знак ЦК ВЛКСМ «За участие в сооружении БАМ»
- Медаль «За строительство БАМ»